# Marcelina Stoszek
Marcelina Maria Stoszek (ur. 8 kwietnia 1986 w Cieszynie) – polska piosenkarka, autorka tekstów i kompozytorka.

## Życiorys

### Wczesne lata
Pochodzi z Cieszyna, pierwsze lata twórczości spędziła we Wrocławiu. Jest absolwentką wokalistyki na wydziale jazzu Akademii Muzycznej w Katowicach w klasie Renaty Danel. Współpracowała z takimi muzykami jak m.in.: Dawid Korbaczyński, Natalia Grosiak, Robert Jarmużek, Jan Smoczyński, Robert Cichy, Marcin Ułanowski, Andrzej Smolik, Kamil Barański.

### Kariera
Zadebiutowała z autorskim materiałem w 2007 roku. W 2008 roku wraz z grupą Mariija (Dawid Korbaczyński, Robert Jarmużek, Piotr Mazurek, Michał Maliński) zdobyła trzecie miejsce w programie TV4 Nowa Generacja. W tym samym roku brała również udział w koncertach projektu Fajfy z jazzem, a w 2009 roku w benefisie Sławomira Idziaka. Dostała się do finału konkursu Coke Live Fresh Noise 2009. Jej piosenka „There’s No One” została wydana na czterech kompilacjach, m.in. kompilacji wrocławskiego Radia RAM – RAM Café 2 Lounge & Chillout, która osiągnęła status złotej płyty w przeciągu dwóch tygodni od premiery.
22 marca 2011 roku wydała debiutancki album studyjny, zatytułowany po prostu Marcelina, który został wyprodukowany przez zespół June (Jan Smoczyński, Robert Cichy, Krzysztof Pacan). Płyta promowana była przez single „Tatku” oraz „Nie chcę już”, do których zostały nakręcone teledyski. Utwór „Motyle”, pochodzący z płyty, został wykorzystany w reklamie społecznej w Rosji i emitowany w tamtejszej telewizji publicznej. 28 kwietnia podano informację o występie piosenkarki na Open’er Festival.
W 2012 roku otrzymała m.in. nominację do Fryderyków (w kategorii „Debiut roku”), a także nominację do Nagrody WARTO „Gazety Wyborczej”. W tym samym roku pojawiła się na płycie June, obok takich artystów, jak m.in. Katarzyna Nosowska, Aga Zaryan, Ania Dąbrowska, Mika Urbaniak czy Urszula Dudziak. We wrześniu 2012 ukazała się płyta studyjna zespołu Happysad z gościnnym udziałem Marceliny. Jesienią piosenkarka odbyła trasę z zespołem jako gość specjalny ich koncertu. W listopadzie 2012 roku utwór Marceliny „Wroclove” jednogłośnie został wybrany hymnem miasta Wrocław w ogłoszonym konkursie Kawałek Wrocławia (zajął pierwsze miejsce spośród ponad 200 zgłoszeń). W grudniu premierę miała EP-ka zatytułowana Znikam (produkcja: June). EP-ka ukazała się w formie trzech wydań cyfrowych, dostępnych w dwóch wybranych serwisach: Deezer i WiMP oraz w sklepie iTunes.
Rok 2013 rozpoczął się od nominacji Marceliny do nagrody „Człowiek roku Wrocławia” (pod patronatem prezydenta Wrocławia Rafała Dutkiewicza). W marcu piosenkarka zagrała koncerty w Paryżu, którym partnerował Instytut Polski. W maju znalazła się wśród artystek (m.in. Kasia Malejonek, Halina Mlynkova, Kasia Kowalska, Marika) udzielających się w projekcie „Panny wyklęte”. Marcelina napisała tekst do utworów „On nie zapomni” oraz „Prawem wilka”. Płyta, zatytułowana Panny wyklęte, została wydana we wrześniu 2013 roku i jest jednym z przedsięwzięć projektu Rok Żołnierzy Wyklętych, realizowanego przez Fundację Niepodległości wraz z IPN i Fundacją Ośrodka KARTA.
8 października 2013 roku miała premierę druga autorska płyta Marceliny, zatytułowana Wschody Zachody, utrzymana w klimacie alternatywnego popu, do której tytułowy teledysk zrealizowano w Maroku. Marcelina była autorką i współkompozytorką wszystkich piosenek (z wyjątkiem jednej), a także autorką grafiki albumu. Na początku lutego premierę miał drugi oficjalny singiel Marceliny „Karmelove”, na którym gościnnie zaśpiewał Piotr Rogucki.
Wraz z polską firmą Słoń Torbalski, produkującą torebki z naturalnych skór, stworzyła kolekcję torebek oraz plecaków Sloń by Marcelina.

## Dyskografia

### Albumy solowe
| Rok  | Dane dot. albumu |
| ---- | --- |
| 2011 | Marcelina - Data: 21 marca 2011 - Wydawca: EMI Music Poland - Format: CD, digital download                                                |
| 2013 | Wschody / Zachody - Data: 8 października 2013 - Wydawca: Parlophone Music Poland - Format: CD, digital download                           |
| 2015 | Gonić burzę - Data: 9 października 2015 - Wydawca: Warner Music Poland - Format: CD, digital download                                     |
| 2018 | Koniec wakacji - Data: 28 września 2018 - Wydawca: Agora - Format: CD, digital download                                                   |
| 2024 | Spróbuję, potańczę, nie wiem - Data: 4 października 2024 - Wydawca: Bambini Records - Format: digital download, streaming, płyta winylowa |

EP
| Rok  | Tytuł                                                                                    |
| ---- | ---------------------------------------------------------------------------------------- |
| 2012 | Znikam - Data: 7 grudnia 2012 - Wydawca: EMI Music Poland - Format: CD, digital download |

### Single
| Rok                          | Tytuł                                                     | Pozycja na liście | Pozycja na liście | Pozycja na liście | Pozycja na liście | Album                        |
| Rok                          | Tytuł                                                     | SLiP              | RDC               | RMF               | UWM               | Album                        |
| ---------------------------- | --------------------------------------------------------- | ----------------- | ----------------- | ----------------- | ----------------- | ---------------------------- |
| 2007                         | "There’s No One"                                          | –                 | –                 | –                 | —                 | Marcelina                    |
| 2010                         | "Tatku"                                                   | –                 | –                 | –                 | —                 | Marcelina                    |
| 2011                         | "Szukam Cię"                                              | –                 | –                 | –                 | —                 | Marcelina                    |
| 2011                         | "Nie chce już"                                            | –                 | –                 | –                 | —                 | Marcelina                    |
| 2012                         | "Znikam"                                                  | –                 | –                 | –                 | —                 | Znikam                       |
| 2013                         | "Nie budź mnie"                                           | –                 | –                 | –                 | 39                | Znikam                       |
| 2013                         | "Wschody Zachody"                                         | –                 | 10                | –                 | —                 | Wschody / Zachody            |
| 2014                         | "Karmelove" (gościnnie: Piotr Rogucki)                    | 38                | –                 | –                 | 6                 | Wschody / Zachody            |
| 2014                         | "Łap mnie"                                                | –                 | –                 | –                 | —                 | Wschody / Zachody            |
| 2015                         | Grubson – "Jedna z planet" (gościnnie: Marcelina Stoszek) | 47                | –                 | 4                 | —                 | Holizm                       |
| 2015                         | "Nie mogę zasnąć"                                         | –                 | –                 | –                 | 27                | Gonić burzę                  |
| 2016                         | "Czarna wołga"                                            | –                 | –                 | –                 | 12                | Gonić burzę                  |
| 2018                         | "Tańcz"                                                   | 41                | –                 | –                 | 4                 | Koniec wakacji               |
| 2018                         | "Dinozaury"                                               | —                 | —                 | —                 | —                 | Koniec wakacji               |
| 2019                         | "Zwierzęta origami"                                       | —                 | —                 | —                 | —                 | Koniec wakacji               |
| 2023                         | "Wolę potęsknić"                                          | —                 | —                 | —                 | —                 | Spróbuję, potańczę, nie wiem |
| 2023                         | "Ballada smutna jak pies" (gościnnie: Kuba Dąbrowski)     | —                 | —                 | —                 | —                 | Spróbuję, potańczę, nie wiem |
| 2023                         | "Niech całe miasto spłonie"                               | —                 | —                 | —                 | —                 | Spróbuję, potańczę, nie wiem |
| 2024                         | "Łapię się na myślach"                                    | —                 | —                 | —                 | —                 | Spróbuję, potańczę, nie wiem |
| 2024                         | "Bambini di mare" (gościnnie: Piotr Rogucki)              | —                 | —                 | —                 | —                 | Spróbuję, potańczę, nie wiem |
| "—" singel nie był notowany. |                                                           |                   |                   |                   |                   |                              |

Inne
| Album                                      | Rok  | Utwór                                               | Źródło |
| ------------------------------------------ | ---- | --------------------------------------------------- | ------ |
| Happysad – Ciepło/Zimno                    | 2012 | gościnnie śpiew w utworze "Nie będziem płakać"      | [ 23 ] |
| Panny wyklęte (kompilacja)                 | 2013 | śpiew w utworze "Prawem wilka"                      | [ 24 ] |
| Pawbeats – Utopia                          | 2014 | gościnnie śpiew w utworze "Nie szukaj mnie"         | [ 25 ] |
| Panny wyklęte: wygnane vol. 1 (kompilacja) | 2014 | śpiew w utworach "Nierealny" i "Historie zagubione" | [ 26 ] |
| Grubson – Holizm                           | 2015 | gościnnie śpiew w utworze "Jedna z planet"          | [ 27 ] |

## Teledyski
| Tytuł                                                     | Rok  | Reżyseria                         | Album             | Źródło |
| --------------------------------------------------------- | ---- | --------------------------------- | ----------------- | ------ |
| "Tatku"                                                   | 2010 | —                                 | Marcelina         | [ 6 ]  |
| "Nie chcę już"                                            | 2011 | —                                 | Marcelina         | [ 7 ]  |
| "Szukam Cię"                                              | 2012 | —                                 | Marcelina         | [ 28 ] |
| "Znikam"                                                  | 2013 | Marcelina Stoszek, Greg Klukowski | Znikam            | [ 29 ] |
| "Wschody/Zachody"                                         | 2013 | Adam Tarasiuk, Łukasz Zabłocki    | Wschody / Zachody | [ 30 ] |
| "Karmelove"                                               | 2014 | Zosia Zija, Jacek Pióro           | Wschody / Zachody | [ 31 ] |
| Grubson - "Jedna z planet" (gościnnie: Marcelina Stoszek) | 2015 | Michał Jagiełło                   | Holizm            | [ 32 ] |

## Nagrody i wyróżnienia
| Rok  | Nagroda        | Kategoria                 | Tytułem           | Nota      | Źródło |
| ---- | -------------- | ------------------------- | ----------------- | --------- | ------ |
| 2012 | Fryderyki 2012 | Fonograficzny debiut roku | Marcelina         | Nominacja | [ 33 ] |
| 2015 | Yach Film      | Reżyseria                 | "Nie mogę zasnąć" | Nominacja | [ 34 ] |